# Acoustic Shadows
Acoustic Shadows è il primo album dal vivo del cantante britannico Ross Jennings, pubblicato il 28 gennaio 2022 dalla Graphite Records.

## Descrizione
Contiene gran parte dei brani del primo album dell'artista, A Shadow of My Future Self, arrangiati in veste acustica. Durante l'esibizione sono stati inoltre suonati Sail Away e Canary Yellow, originariamente incisi da due gruppi di Jennings, i Novena e gli Haken: per tale occasione appaiono come musicisti ospiti Harrison White per il primo brano e Richard Henshall per il secondo.
L'intera esibizione è stata trasmessa in streaming il 16 luglio 2021 attraverso il sito del cantante, venendo resa disponibile digitalmente (sia audio che video) nel gennaio 2022.

## Tracce
Testi e musiche di Ross Jennings, eccetto dove indicato.
1. Better Times – 4:21
2. Words We Can't Unsay – 5:08
3. Rocket Science – 4:17
4. Young at Heart – 7:28
5. Since That Day – 3:29
6. She Loves You More – 4:35
7. Third Degree – 4:44
8. Grounded – 5:52
9. Feelings – 4:15
10. Sail Away (feat. Harrison White) – 4:28 (testo: Harrison White, Ross Jennings, Gareth Mason – musica: Novena) – originariamente interpretata dai Novena
11. Canary Yellow (feat. Richard Henshall) – 3:54 (Haken) – originariamente interpretata dagli Haken

## Formazione
- Ross Jennings – voce, chitarra acustica
- Harrison White – pianoforte (traccia 10)
- Richard Henshall – chitarra elettrica (traccia 11)